# Ocupação desordenada

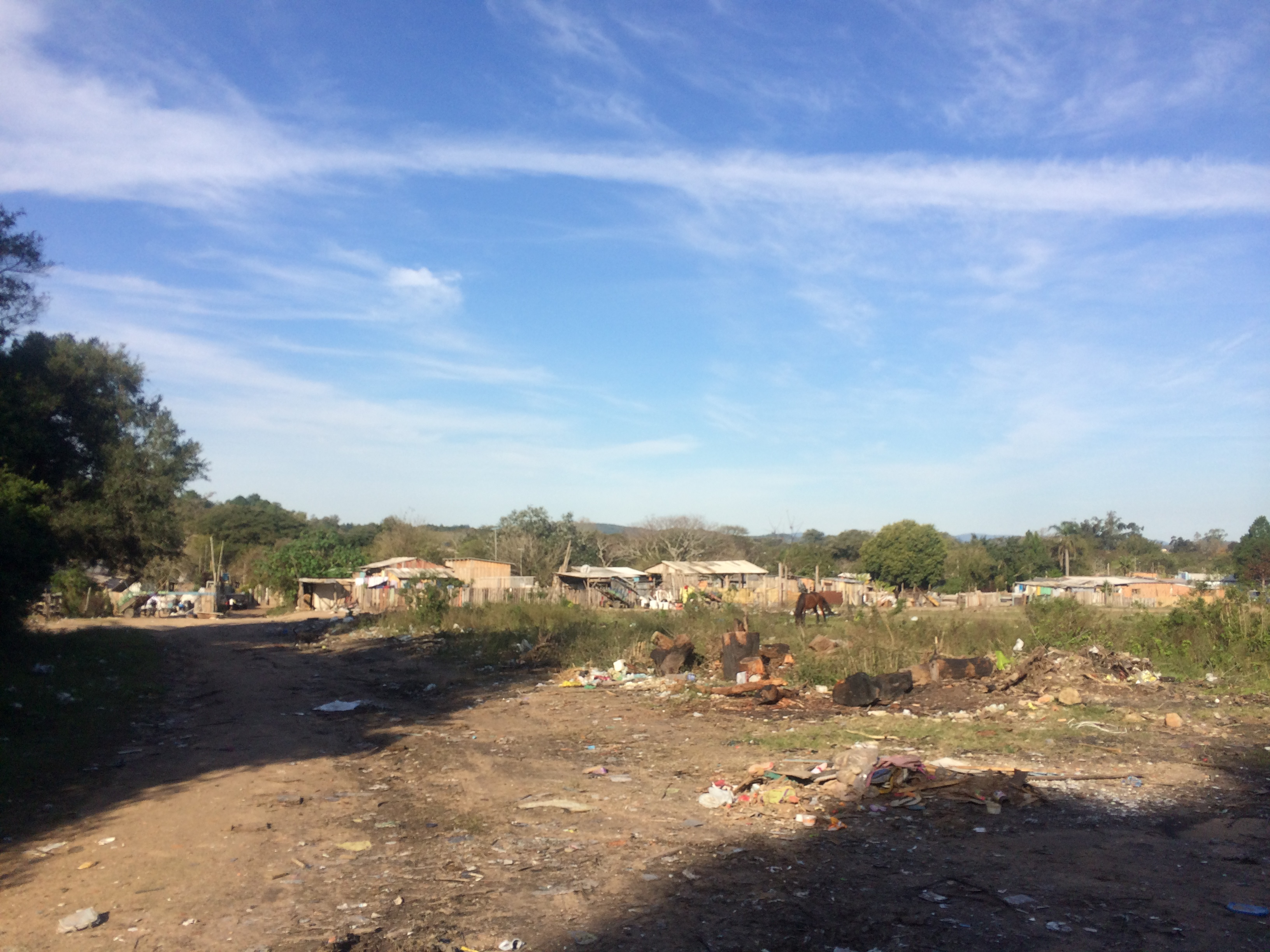
Ocupação desordenada em Porto Alegre.

A ocupação desordenada é um dos problemas urbanos contemporâneos
O crescimento populacional das grandes metrópoles, aliado à falta de uma política habitacional eficaz, provoca uma preocupante situação de uso e ocupação do solo em áreas naturalmente de riscos à habitação humana, que são agravados, sobretudo, pela constante retirada de mata ciliar, ameaçando a presença da população local em áreas de encostas sujeitas à erosão, assoreamento, enchentes e inundações. Desse modo, áreas urbanas que deveriam estar protegidas em virtude de serem classificadas como áreas de proteção permanente são ocupadas.
A ocupação desordenada é resultante da ocorrência de uma conjunção de diversos fatores, como a falta de fiscalização por parte das autoridades públicas, que por negligência agem somente após a ocorrência de acidentes com perdas de vidas humanas. E de uma séria política de planejamento urbano, que não visasse, apenas e tão-somente, fins eleitoreiros.
É imperativo e assaz importante ressaltar que a ocupação habitacional nos grandes centros urbanos ocorre de maneira irracional e infelizmente, vale dizer, sem distinção de classes sociais. Isto é, a ocupação de áreas de risco nos grandes centros urbanos não é praticada apenas pela parte da população mais desprovida de recursos financeiros, segundo alguns autores ambientalistas:
A pobreza é definida como a incapacidade de satisfazer as necessidades econômicas. De acordo com um estudo do Banco Mundial realizado em 2002, metade da população mundial está tentando sobreviver com menos de dois dólares por dia. Milhões de pessoas nos países em desenvolvimento não possuem moradia e frequentemente têm de dormir nas ruas. MILLER, G. Tyler. (2008, p. 483.).
As relações do homem com o meio ambiente há muito tem chamado a atenção da comunidade científica. Torna-se cada vez mais importante o estudo e manejo adequado das áreas, visando o seu uso racional, minimizando-se os impactos. DOMINGOS, Thiago Augusto. (2010, p. 138.). 
A urbanização do planeta cresce aceleradamente. A população das cidades deverá dobrar, atingindo a marca de milhões de habitantes. Trata-se de uma urbanização intensa e, o que é pior, desordenada. Aparecida Casagrande. (2009, p. 158.). 	 
A sociedade atual consome em demasia, e para tanto retira os recursos da natureza numa velocidade e escala bem maior do que a sua capacidade de regeneração. Na outra ponta, a geração de resíduos aumentou de tal maneira que ultrapassa a capacidade da natureza absorvê-los. LIMA, Rosimeire Suzuki, (2009, p. 1.).
A educação ambiental no Brasil, após anos de lutas dos ambientalistas, começou a ter um certo reconhecimento no cenário nacional na década de 90, cujo ápice foi a promulgação da Lei 9.795, em 28 de abril de 1999, instituindo a Política Nacional de Educação Ambiental. Isso não significa, no entanto, a sua consolidação ou assunção de sua centralidade.; apenas trata-se do seu reconhecimento político. Menos ainda há consenso sobre sua compreensão, natureza ou princípio. RUSCHEINSKY, Aloísio, (2002, p. 47.):.
Assim, a ocupação desordenada nos grandes centros urbanos é provocada por todos os tipos de classes sociais, rompendo com alguns mitos urbanos, que diziam que a ocupação de encostas era um problema normalmente associado à população carente de recursos financeiros. É notório que a própria paisagem natural atrai também as camadas mais abastadas da população para a ocupação de áreas, que se beneficiam de privilégios facilitando a realização se seus projetos e interesses pessoais, alterando o ambiente com obras e edificações sem planejamento, ocupando áreas de preservação permanente, que deveriam ser estar protegidas por leis ambientais ou áreas, que pela sua natural topografia, representa risco à habitação humana.
Tem se tornado comum os meios de comunicação noticiarem as desastrosas, danosas e, muitas vezes, irreversíveis consequências de uma ocupação desordenada no espaço urbano. Bem como o descaso e omissão por parte dos órgãos fiscalizadores responsáveis, agravados pela falta de conscientização dos próprios moradores vitimados. 
Essa crescente problemática social, que não é facilmente equacionada pelo Plano Diretor da cidade, demonstra uma urgente necessidade de uma conscientização da sociedade como um todo e principalmente dos órgãos públicos responsáveis pela gestão e fiscalização do uso do dinheiro público. Além do que, não há como saber quais serão os reais danos e impactos ambientais causados ao meio ambiente e, o que é pior, não existe nenhuma política de planejamento ou ação social em evidência por parte das autoridades responsáveis, buscando mitigar esse risco iminente de impacto negativo.
Enfim, a sociedade vem enfrentando esse grande desafio de resolver de forma segura e ambientalmente equilibrada o problema da ocupação urbana, em virtude do grande crescimento populacional. E, por conta disso, muitas pessoas acabam pagando um preço muito alto por conta da atual ocupação inadequada do espaço urbano nos grandes centros urbanos.

## Direito Ambiental Do Brasil

### O Direito e o Ambiente
A Constituição brasileira de 1988 preconiza, em seu artigo 225, a salvaguarda do direito que todos possuem a um “meio ambiente ecologicamente equilibrado”, cabendo tanto ao Estado quanto a toda a coletividade o dever de atuar em função da defesa e da preservação do meio ambiente para as gerações vindouras. 
Além da Constituição Federal, também constituem fontes nacionais fundamentais de proteção do meio ambiente: a Lei nº. 12.651/2012, que dispõe sobre a proteção da vegetação nativa ; a Lei nº. 6.938/81, que aborda a Política Nacional do Meio Ambiente, seus fins e mecanismos de formulação e aplicação e determina quais as competências do CONAMA (Conselho Nacional do Meio Ambiente), das Secretarias do Meio Ambiente e do IBAMA ; e a Lei nº. 9.985/2000, cujo objetivo é regulamentar o art. 225, § 1o, incisos I, II, III e VII da Constituição Federal através da criação do Sistema Nacional das Unidades de Conservação, também conhecido como SNUC, e da definição de determinados conceitos e termos, como “unidade de conservação”, “manejo”, “extrativismo” e “corredores ecológicos”. 
Há que se apontar também a lei nº 9.605/98, conhecida como Lei de Crimes Ambientais, que como o próprio nome sugere dispõe a respeito das condutas lesivas contra o meio ambiente e suas sanções penais, exatamente com o fito de conscientizar a sociedade a respeito de tão importante questão, bem como punir aqueles que contribuírem para a degradação do meio ambiente. 
Esclarecidos quais são os dispositivos legais que dão proteção ao meio ambiente e são, portanto, os pilares e os instrumentos desse ramo jurídico ao qual se convencionou chamar Direito Ambiental, nos cabe passar ao próprio conceito de ambiente.
Conforme o dicionário Michaelis online, a palavra ambiente deve ser entendida como aquilo “1 Que envolve os corpos por todos os lados. 2 Aplica-se ao ar que nos rodeia, ou ao meio em que vive cada um. sm 1 O ar que respiramos ou que nos cerca. 2 O meio em que vivemos ou em que estamos: Ambiente físico, social, familiar. A. de campus, Inform: área extensa ou local com muitos usuários conectados por várias redes, como uma universidade ou hospital. A. físico: parte do ambiente humano que inclui fatores puramente físicos (como solo, clima etc.).” 
Evidente, pois, que se trata de palavra multifacetada de grande abrangência. Contudo, no que concerne ao Direito Ambiental e ao tema que aqui se pretende abordar, interessa-nos mais especificamente a definição de ambiente como “o meio em que vivemos ou em que estamos”. 
Sendo assim, o Direito Ambiental nada mais é do que o ramo do conhecimento jurídico responsável pela normatização das interações entre o homem e a natureza, entre o ser humano e o ambiente que ele habita, criando mecanismos legais capazes de proteger o meio ambiente e nós mesmos.

## Ocupação Desordenada
A ocupação desordenada é um fenômeno geográfico e social principalmente no Brasil, cujo nome é, de fato, muito auto-explicativo, pois ocorre quando os seres humanos ocupam uma determinada área ou certo lugar de maneira não planejada, de modo desorganizado. Ou seja, as pessoas passam a habitar um espaço físico sem uma prévia análise dos efeitos dessa ocupação sobre o referido espaço. Não são levadas em consideração, portanto, as consequências que tal ocupação pode causar tanto ao ambiente quanto, a médio ou a longo prazo, às próprias pessoas responsáveis pela ocupação desordenada. Sendo necessário destacar, desde logo, que a responsabilidade não pode recair apenas sobre estas pessoas, devendo ser dividida com os governantes (como Estado, de modo geral) por não tomarem as medidas adequadas à contenção desse fenômeno.
Não cabe aqui a realização de um estudo histórico do fenômeno da ocupação desordenada. Entretanto, é válido frisar que ele é fruto da rápida industrialização ocorrida no período do pós-guerra e da conseguinte urbanização acelerada.
“De acordo com o Programa das Nações Unidas para Assentamentos Humanos (UN-Habitat), a população urbana foi multiplicada por cinco entre 1950 e 2011 no mundo todo.”  Esse crescimento exponencial da população urbana em tão pouco espaço de tempo, teve como consequência a ocupação desordenada das áreas urbanas, que receberem um enorme número de novos moradores sem, porém, estar preparada para tanto.
A falta de planejamento para o crescimento populacional urbano faz com que, sem possuírem lugares adequados para se alocarem, as pessoas passem a ocupar locais inapropriados, como morros, encostas, planícies fluviais (margens de córregos e rios) e periféricas, acarretando não só a ocupação desordenada do espaço urbano das cidades, como também dando início ao processo de “favelização”. A ocupação irregular às margens de rios, por exemplo, é uma das principais causas de assoreamento dos rios e, consequentemente, de inundações.
É nesse ponto em que o problema se agiganta, uma vez que, não bastassem os problemas de ordem ambiental causados pela ocupação desordenada (poluição do ar, sonora e hídrica; destruição dos recursos naturais, etc), surgem ainda questões como desintegração social, desemprego, perda de identidade cultural e de produtividade econômica, entre outros.
Via de regra, os lugares onde ocorrem as ocupações são lugares marginalizados, no sentido de que estão à margem da ocupação original da área urbana. Sendo assim, trata-se de lugares aos quais o Estado não dedica a atenção que deveria. Neles dificilmente se encontra saneamento básico, eletricidade e água de qualidade. São locais abandonados à própria sorte. Comunidades que cresceram sozinhas, sem planejamento ou auxílio estatal, e que continuam sozinhas, sem estado.
O que se iniciou como um problema ambiental, resta claro, transformou-se em uma “bola de neve”. Um problema que atinge uma infinidade de pessoas em diversos aspectos da vida.
Com efeito, a rápida urbanização, ligada com a escassez de planejamentos e crises econômicas, provoca total a desorganização no uso do espaço, o que gera bairros sem nenhuma infraestrutura pelo preço da devastação de áreas verdes e fluviais. Desse modo, as peculiaridades da ocupação desordenada, portanto, são o surgimento das favelas (ocupação em morros e encostas), a ocupação das planícies fluviais (margens de córregos e rios) e de outros assentamentos irregulares, tais como loteamentos clandestinos e áreas de risco.
Destarte, outros problemas ambientais decorrentes da urbanização são a impermeabilização do solo, poluição visual, poluição sonora, alterações climáticas, chuva ácida, ausência de saneamento ambiental, falta adequada de destinação e tratamento dos resíduos sólidos, efeito estufa, entre outros os quais serão descritos minunciosamente abaixo.

### Poluição Hídrica
Também conhecida como poluição das águas, é caracterizada pela introdução de qualquer matéria ou energia responsável pela alteração das propriedades físico-químicas de uma molécula d’água. Os principais responsáveis por esse tipo de poluição são os lançamentos de efluentes industriais, agrícolas, comerciais e esgotos domésticos, além de resíduos sólidos diversos. A qualidade das águas superficiais e subterrâneas fica, então, comprometida, afetando a saúde de espécies animais e vegetais em vários pontos do planeta.
Os prejuízos desse processo são imensos e envolvem crises no abastecimento, morte de espécies aquáticas, além da proliferação de doenças como a febre tifoide, meningite, cólera, hepatites A e B, entre outras. Outros fatores negativos da poluição hídrica são: odor, grande concentração de mosquitos e eutrofização (quando o esgoto é lançado nos meios aquosos, o excesso de nutrientes provoca o crescimento de algas, impedindo a passagem da luz e a transferência do oxigênio atmosférico para o meio aquático).
Os nitratos presentes nos fertilizantes e os dejetos humanos e animais também contaminam as águas subterrâneas, que abastecem diversas populações. Isso ocorre principalmente nas áreas de intensa atividade agrícola, industrial e nos locais que não possuem saneamento básico. 
Evidencia-se, dessa forma, que, quanto maiores e mais desordenadas forem as cidades, menor é o alcance do saneamento básico à toda população, o que contribui ainda mais para a poluição das águas e para a proliferação de doenças.
As medidas cabíeis para minimizar a poluição hídrica consistem em:
(i) maiores investimentos para instalação de estações de tratamento de esgoto;
(ii) intensificação da fiscalização de indústrias;
(iii) educação ambiental para a população em geral;
(iv) utilização de produtos químicos na agricultura menos agressivos ao meio ambiente.

### Poluição Atmosférica
A poluição do ar presente nos grandes centros urbanos de hoje é resultado, principalmente, da queima dos combustíveis fósseis como, por exemplo, carvão mineral e derivados do petróleo (gasolina e diesel). A queima destes produtos lança um alto nível de monóxido e dióxido de carbono na atmosfera terrestre. Ressalta-se que estes dois combustíveis são responsáveis pela geração de energia, responsável por alimentar os setores industrial, elétrico e de transportes de grande parte das economias do mundo. Colocá-los de lado, atualmente, é extremamente complicado.
Este tipo de poluição tem provocado muitos problemas nas grandes cidades. A saúde das pessoas, por exemplo, é a mais afetada com a poluição atmosférica. Várias doenças respiratórias como a bronquite, rinite e asma levam milhares de adultos e crianças aos hospitais todos os anos. Os ecossistemas e ao patrimônio histórico e cultural das cidades restam totalmente danificados também. Exemplificando, como resultado desta poluição, a chuva ácida mata plantas, animais e vai corroendo, com o passar do tempo, monumentos históricos (prédios, monumentos, igrejas, etc.).

### Poluição Visual
Dá-se o nome de poluição visual ao excesso de elementos ligados à comunicação visual (como cartazes, anúncios, propagandas, placas, etc.) dispostos em ambientes urbanos, especialmente em centros comerciais e de serviços.
Também é considerada poluição visual algumas atuações humanas não necessariamente ligadas a publicidade, tais como o grafite, fios de eletricidade e telefónicos, edifícios com falta de manutenção, lixo exposto não-orgânico, e outros resíduos urbanos.
Para além de promover o desconforto espacial e visual daqueles que passam por estes locais, este excesso torna as cidades modernas mais saturadas, desvalorizando-as e tornando-as apenas um espaço de promoção do fetiche e das trocas comerciais capitalistas. No entanto o problema, não é a existência da propaganda, mas o seu descontrole.
Certos municípios, quando tentam revitalizar regiões degradadas pela violência e pelos diversos tipos de poluição, baixam normas contra a poluição visual, determinando que as lojas e outros geradores desse tipo de poluição mudem suas fachadas a fim de tornar a cidade mais harmônica e esteticamente agradável ao habitante e turista.
A poluição visual degrada os centros urbanos pela não coerência com a fachada das edificações, pela falta de harmonia de anúncios, logótipos e propagandas. O indivíduo perde, em certo sentido, a sua cidadania (no sentido de que ele é um agente que participa ativamente da dinâmica da cidade) para se tornar apenas um espectador e consumidor.
Por fim, ela agride a sensibilidade humana (influencia a mente e afeta mais psicologicamente do que fisicamente); prejudica a sinalização do trânsito, trazendo problemas de segurança aos cidadãos; obstrui passeios, trazendo transtornos aos pedestres. Contudo, pode-se dizer que a consequência mais nefasta da poluição visual seja a descaracterização do conjunto arquitetônico das cidades, especialmente observado no centro e nos bairros históricos.

### Poluição Sonora
É considerado poluição sonora qualquer ruído que ultrapasse os limites estabelecidos pela legislação, ou que seja capaz de provocar desconforto e prejudicar a saúde humana. Exemplos de poluição sonora são os sons produzidos por motores de carros e motos, buzinas, carros de som, aviões, etc. 
Esta poluição, assim como a visual, é considerada uma forma mais “recente” de poluição porque está fortemente relacionada a grande concentração de pessoas, indústrias, veículos, meios de comunicação e outros ruidosos integrantes dos grandes centros urbanos.
Por ser impossível de se enxergar, a poluição sonora muitas vezes passa desapercebida, ou então, as pessoas acabam se acostumando a ela. O que pode ainda ser agravado pela característica de causar perda gradativa de audição.
Segundo a OMS (Organização Mundial da Saúde), o nível máximo de ruído que o ouvido humano pode aguentar, sem que haja prejuízos para sua saúde, é 65 dB (decibéis). A partir daí, podem ser causados problemas, que vão desde o estresse e a insônia por causa do barulho, até a perda irreversível da capacidade auditiva.
No Brasil, as principais leis que regulamentam os níveis de ruído são as resoluções CONAMA 001/90, que adota os padrões estabelecidos na NBR 10.151 para avaliação dos ruídos em áreas habitadas, e a CONAMA 002/90 que criou o Programa Nacional de Educação e Controle da Poluição Sonora – Silêncio. Outra norma utilizada no controle deste tipo de poluição é NBR 10.152 que estipula limites em decibéis para a emissão de ruídos em determinados locais de acordo com o ambiente e o tempo de exposição a que as pessoas ficam submetidas.

### Desmatamento
Entende-se por desmatamento a operação de supressão total da vegetação nativa de determinada área para o uso alternativo do solo. É o processo de desaparecimento de massas florestais, fundamentalmente causada pela atividade humana sobre a natureza, principalmente devido a abates realizados pela indústria madeireira, tal como para a ampliação de áreas para cultivos agrícolas, criações ou expansão urbana. A retirada de toda vegetação original (nativa) de uma determinada área caracteriza o desmatamento.
Prejuízos ambientais:
Perda de biodiversidade - degradação dos mananciais; a retirada da mata que protege as nascentes, rios e lagos causa sérios problemas ao bem que está cada vez mais escasso em todo o mundo: a água.
Aterramento de rios e lagos - com o solo sem cobertura vegetal abundante, a erosão ocorre em maior intensidade e frequência, carreando o solo diretamente para os leitos de rios e lagos. Esse processo faz com que a vazão dos rios seja comprometida aumentando a frequência e intensidade de enchentes. 
Redução do regime de chuvas - pode não parecer, mas a maior parte da água das chuvas continentais vem das próprias áreas continentais, e não do mar. A derrubada de grandes áreas com matas altera o clima das regiões, causando normalmente períodos estendidos de estiagem.
Redução da umidade relativa do ar - a evapotranspiração das folhas é um dos principais reguladores da umidade do ar, além de promover a regulação da temperatura nos ambientes. A derrubada de matas deixa o ar mais seco e a temperatura mais elevada e instável.
Aumento do efeito estufa - as florestas são grandes reservas de carbono, que guardam o carbono em sua estrutura orgânica. Ao queimarmos essas florestas, quase todo o carbono absorvido pelas plantas volta à atmosfera, causando considerável aumento no efeito estufa, tornando o planeta ainda mais quente.
Comprometimento da qualidade da água - a maior erosão e lixiviação causada pelo desmatamento fazem com que a qualidade da água seja comprometida, tornando-a sempre turva e muitas vezes imprópria para ao consumo.
Desertificação - a retirada de matas associada a manejos inadequados do solo, tem causado a desertificação dos ambientes, onde a ausência de vida predomina.

### Ocupação habitacional em áreas de risco
O deslizamento é um fenômeno provocado pelo escorregamento de materiais sólidos, como solos, rochas, vegetação e/ou material de construção ao longo de terrenos inclinados, denominados de encostas. Ocorre em áreas de relevo acidentado, das quais foram retiradas a cobertura vegetal original que é responsável pela consistência do solo e que impede, através das raízes, o escoamento das águas. O deslizamento de terra se difere dos processos erosivos pela quantidade de massa transportada a uma grande velocidade. Esses fenômenos naturais e/ou antrópicos, causam problemas imediatos para a população, independente de sua condição social, e também para o meio ambiente.
O Brasil, pelo fato de ter predominância de clima tropical, existem grandes índices pluviométricos no verão, que corresponde ao período chuvoso, com isso as encostas naturalmente são locais de risco ao deslizamentos de terra.
É notório que os deslizamentos em encostas e morros urbanos vêm ocorrendo com uma frequência alarmante nestes últimos anos, devido ao crescimento desordenado das cidades, com a ocupação de novas áreas de risco, principalmente pela população mais carente.
Muitas cidades, em sua expansão, avançam para terrenos topograficamente mais inclinados e geologicamente instáveis. É o caso da ocupação de vertentes de morros ou de obras efetuadas em áreas extremamente suscetíveis à intempéries intensas ou solos fragilizados.
A época de ocorrência dos deslizamentos coincide com o período das chuvas, intensas e prolongadas, visto que as águas escoadas e infiltradas vão desestabilizar as encostas. Nos morros, os terrenos são sempre inclinados e, quando a água entra na terra, pode acontecer um deslizamento e destruir as casas que estão em baixo.
Desta maneira, os escorregamentos em áreas de encostas ocupadas costumam ocorrer em taludes de corte, aterros e taludes naturais agravados pela ocupação e ação humana.
Quando ocorrem as precipitações o solo absorve uma parcela da água, no entanto, outra parte se locomove em forma de enxurrada na superfície do terreno, a parte de água que se infiltra no solo se confronta com alguns tipos de rochas impermeáveis, com isso a água não encontra passagem e começa acumular-se em único local tornando, dessa forma, o solo saturado de umidade que não consegue suportar e se rompe, desencadeando o deslizamento de terras nas encostas até a base dos morros.
Os motivos que desencadeiam esse processo estão ligados à retirada da cobertura vegetal de áreas de relevo acidentado, habitação humana em locais impróprios, oferecendo condições propícias para o desenvolvimento de deslizamentos em encostas.

### Alterações Climáticas Urbanas
Um problema comum nas cidades é a poluição do ar e das águas. Além disso, a vegetação escassa e o excesso de concreto e de asfalto formam ilhas de calor, elevando a temperatura urbana. 
A inversão térmica é um fenômeno meteorológico que provoca grandes danos para a saúde da população urbana. Nas cidades, em dias frios, de pouco vento e baixa umidade (geralmente no inverno), o solo e o ar próximo à superfície resfriam-se muito depressa, formando uma camada densa que permanece estacionada sobre a cidade. A temperatura então cai, e os poluentes que normalmente seriam levados pelo ar quente ascendente e dissipados na estratosfera ficam retidos nas camadas baixas da atmosfera, próximos à superfície. Esse fenômeno é comum em metrópoles como São Paulo, Nova Iorque e Londres.
Outra consequência da poluição do ar é a chuva ácida, produzida pela precipitação de gotas e água carregadas de ácidos. As indústrias, os veículos automotores e a queima de carvão liberam resíduos gasosos, como óxido de enxofre e de nitrogênio. Esses resíduos entram em reação química com a água suspensa no ar, formando os ácidos sulfúrico ou nítrico, que precipitam em forma de chuva, neve ou neblina. Por ação dos ventos, as nuvens e o ar contaminado podem se deslocar por muitos quilômetros e se precipitar em lugares bem distantes do local de origem da poluição. Esse tipo de chuva afeta lagos, rios, solos e plantações, provocando a morte da vegetação e de animais e prejuízo à saúde humana, além de corroer construções e diversos materiais.

### Erosão em Solo Urbano
Em áreas de grande expansão urbana, os processos erosivos se tornam uma ameaça para a população. A erosão pode estar relacionada a obras civis ou ser resultado de processos naturais, decorrentes das características do sítio no qual a cidade foi instalada. Há, ainda, lugares onde essas duas causas influem nos eventos e catástrofes resultantes da erosão em solo urbano.
Saneamento e Lixo Urbano
Com o crescimento e multiplicação das cidades, surgiu outro grande problema ambiental: a escassez de áreas para destinação do lixo sólido. O maior consumo de produtos industrializados e, sobretudo, de produtos descartáveis, aumentou o volume do lixo assustadoramente, tornando seu destino um dos maiores problemas da sociedade moderna. 
Na maioria dos das cidades do mundo menos desenvolvido, as montanhas de lixo geradas diariamente são depositadas em lixões a céu aberto. Esse modo de destinação final do lixo causa graves problemas ambientais e a deterioração dos materiais exala odores fortes, contamina as águas superficiais e subterrâneas pela infiltração do chorume – líquido proveniente da decomposição do lixo – e é foco de transmissão de doenças à população do seu entorno.

## O Papel do Direito quanto as Consequências da Ocupação Desordenada
Vimos, portanto, que não se trata mais apenas de uma questão concernente ao Direito Ambiental. Passaram também a estar envolvidas neste mérito questões de ordem social, econômica, e de segurança pública.
É importante destacar que os recursos ambientais não são inesgotáveis, tornando-se inadmissível que as atividades econômicas desenvolvam-se alheias a esse fato. Por isso que na Constituição Federal de 1988, o princípio do desenvolvimento sustentável encontra-se expresso no artigo 255: 
“Art.255. Todos têm direito ao meio ambiente ecologicamente equilibrado (...), impondo-se ao Poder Público e à coletividade o dever de defendê-lo e preservá-lo para as presentes e futuras gerações.”
Com isso se busca uma harmonia entre economia e meio ambiente, permitindo o desenvolvimento de forma sustentável e planejada evitando o esgotamento dos recursos hoje existentes. Por isso a Ocupação desordenada vai de encontro à ideia de Desenvolvimento sustentável, e é papel do Direito proteger o meio ambiente, mas também garantir o fenômeno desenvolvimentista e torná-los um objetivo comum, pressupondo a convergência de objetivos das políticas de desenvolvimento econômico, social, cultural e de proteção ambiental. 
Essa ocupação desordenada, muitas das vezes, se dá sem o devido licenciamento ambiental, que consiste em uma série de etapas que compõem o procedimento administrativo, o qual objetiva a concessão de licença ambiental, gerando graves impactos ambientais nas áreas ocupadas.
Por tal razão, é de extrema importância que seja feito um estudo prévio, fazendo um zoneamento ambiental objetivando disciplinar de que forma será compatibilizado o desenvolvimento industrial, as zonas de conservação da vida silvestre e a própria habitação do homem, tendo em vista a manutenção de uma vida com qualidade às presentes e futuras gerações. Nas palavras de Fiorillo “Não se deve perder de vista que a própria função social da propriedade ganha relevo nesse campo, porque, como sabemos, a propriedade cumpre essa função na medida em que atende às diretrizes traçadas pelo plano diretor, o qual nada mais é que um instrumento com o propósito de garantir bem-estar aos habitantes de determinado Município.” (Curso de Direito ambiental brasileiro/Celso Antônio Pacheco Fiorillo. Pg.259).
O melhor exemplo para se falar em ocupação desordenada é no âmbito do meio ambiente artificial. Este é compreendido pelo espaço urbano construído, consistente no conjunto de edificações e pelos equipamentos públicos. Dessa forma, todos os espaços construídos, bem como os habitáveis pelo homem compõem o meio ambiente artificial. Esse conceito relaciona-se com o conceito de cidade, que passou a ter natureza jurídica ambiental, tanto pela CF de 1988, quanto pelo Estatuto da Cidade (Lei n. 10.257/2001).  A garantia do direito a cidades sustentáveis como diretriz geral vinculada aos objetivos da política urbana estabelece um patamar de direitos metaindividuais destinados a brasileiros e estrangeiros residentes no país dentro de uma perspectiva de tutela do meio ambiente artificial, que procura realizar os objetivos do Estatuto Democrático de Direito.
De acordo com o ambientalista Celso Antônio Pacheco Fiorillo, “Claro está que será por meio dos instrumentos da política urbana criados no Estatuto da Cidade – e sem dúvida alguma no âmbito do Plano Diretor de cada uma das cidades do Brasil – que o direito à terra urbana, à moradia, ao saneamento ambiental, à infraestrutura urbana, ao transporte, aos serviços públicos, ao trabalho e ao lazer poderão ser de fatos estabelecidos, o que nos leva a compreender a extraordinária importância da gestão orçamentária participativa, prevista no art. 4°, III, f, do Estatuto da Cidade, como importante instituto econômico destinado a viabilizar recursos financeiros para que cada cidade possa organizar seu desenvolvimento sustentado em face não só de suas necessidades mas particularmente de suas possibilidades.”
Por isso, podemos concluir que o Direito terá um papel determinante no controle da ocupação desordenada, pois, harmonizando-se com os fundamentos do Estado Democrático de Direito, a diretriz geral da garantia do direito a cidades sustentáveis propiciará a todos brasileiros e estrangeiros que aqui residem uma tutela mais adequada ao equilíbrio ambiental, finalidade maior pretendida por nosso legislador para alcançar a plenitude de um país verdadeiramente preocupado com a dignidade da pessoa humana.